# Asthenargus carpaticus
Asthenargus carpaticus là một loài nhện trong họ Linyphiidae.
Loài này thuộc chi Asthenargus. Asthenargus carpaticus được Weiss miêu tả năm 1998.